# Perú en los Juegos Olímpicos de Sochi 2014
Perú en los Juegos Olímpicos de Sochi 2014 contó con una delegación de 3 deportistas que participaron en 2 deportes.

## Deportes
| No.   | Deporte        | Hombres | Mujeres | TOTAL |
| ----- | -------------- | ------- | ------- | ----- |
| 2     | Esquí alpino   | 1       | 1       | 2     |
| 1     | Esquí de fondo | 1       | 0       | 1     |
| TOTAL | TOTAL          | 2       | 1       | 3     |

## Deportistas
En el listado siguiente se enumeran alfabéticamente los atletas que componen el equipo olímpico peruano por deportes, las competiciones en las que participaron y su resultado.
| Atleta              | Competición      | Fecha         | Marca     | Puesto         |
| ------------------- | ---------------- | ------------- | --------- | -------------- |
| Esquí alpino        |                  |               |           |                |
| Manfred Oettl Reyes | Eslalon Gigante  | 19 de febrero | 3:20.96   | 70°            |
| Manfred Oettl Reyes | Eslalon          | 22 de febrero | -         | No clasificado |
| Ornella Oettl Reyes | Eslalon Gigante  | 18 de febrero | 3:06.32   | 57°            |
| Ornella Oettl Reyes | Eslalon          | 21 de febrero | -         | No clasificado |
| Esquí de fondo      |                  |               |           |                |
| Roberto Carcelén    | individual 15 km | 14 de febrero | 1:06:28.9 | 87°            |

## Esquí alpino
Dos atletas se han clasificado para esquí alpino: Manfred Oettl Reyes y Ornella Oettl Reyes.
Masculino
| Atleta              | Evento          | 1ª ronda | 1ª ronda | 2ª ronda   | 2ª ronda   | Total      | Total      |
| Atleta              | Evento          | Tiempo   | Posición | Tiempo     | Posición   | Tiempo     | Posición   |
| ------------------- | --------------- | -------- | -------- | ---------- | ---------- | ---------- | ---------- |
| Manfred Oettl Reyes | Eslalon         | 58.36    | 65       | No terminó | No terminó | No terminó | No terminó |
| Manfred Oettl Reyes | Eslalon Gigante | 1:47.05  | 78       | 1:33.91    | 58         | 3:20.96    | 70         |

Femenino
| Atleta              | Evento          | 1ª ronda   | 1ª ronda   | 2ª ronda   | 2ª ronda   | Total      | Total      |
| Atleta              | Evento          | Tiempo     | Posición   | Tiempo     | Posición   | Tiempo     | Posición   |
| ------------------- | --------------- | ---------- | ---------- | ---------- | ---------- | ---------- | ---------- |
| Ornella Oettl Reyes | Eslalon         | No terminó | No terminó | No terminó | No terminó | No terminó | No terminó |
| Ornella Oettl Reyes | Eslalon Gigante | 1:32.87    | 64         | 1:33.45    | 58         | 3:06.32    | 57         |

## Esquí de fondo
Un atletas se han clasificado para Esquí de fondo: Roberto Carcelén.
Masculino
| Atleta           | Evento           | Final     | Final    |
| Atleta           | Evento           | Tiempo    | Posición |
| ---------------- | ---------------- | --------- | -------- |
| Roberto Carcelén | 15 km individual | 1:06:28.9 | 87       |